# Дилемма безопасности
Дилемма безопасности (англ. Security dilemma, нем. Sicherheitsdilemma) — парадоксальная ситуация, в которой меры по обеспечению национальной безопасности одного государства воспринимаются другим как угроза собственной безопасности. Парадоксальность состоит в том, что усиление могущества страны А в условиях международной анархии может повлечь за собой контрмеры со стороны Б и, следовательно, вызвать конфликт, который не является целью ни государства А, ни государства Б. При этом уменьшение мощи страны А также ведет к нарушению баланса сил и может вызвать угрозу со стороны государства Б, так как будет восприниматься им как слабость А.

## Причины
Дилемму безопасности можно рассматривать как двухуровневое явление, которое распадается на дилемму интерпретаций и дилемму реагирования. Дилемма интерпретаций возникает в связи с неопределенностью и информационной ограниченностью. Государство А, увеличивая свой потенциал, может преследовать исключительно оборонительные цели. Однако страна Б, не располагая информацией об истинных намерениях государства А (защита или нападение), будет по-своему интерпретировать его действия. Далее появляется дилемма реагирования — выбор, с которым сталкивается страна Б при разработке ответных мер.
В таком случае может возникнуть ситуация, когда страна Б, неправильно интерпретируя политику государства А и допуская худший сценарий развития событий, будет стремиться уравновесить его возросшую силу путем наращивания своей мощи. В свою очередь государство А будет воспринимать действия Б как опасность и продолжит принимать меры по укреплению собственной безопасности. Возникновение такого порочного круга может стать причиной напряженных отношений между сторонами и привести к прямому столкновению, даже если государства не преследуют такую цель.
Таким образом, можно сделать вывод, что основной причиной появления дилеммы безопасности является проблема коммуникации или сигнализирования — стороны не могут оперативно донести друг до друга информацию о своих интересах и намерениях, в связи с чем возникает эффект ошибочных интерпретаций и спираль «действие — противодействие».

## История
Дилемма безопасности представляет собой одну из основополагающих концепций политического реализма и неореализма.
Суть дилеммы безопасности впервые была сформулирована американским политологом немецкого происхождения Дж. Херцем в научной статье Idealist Internationalism and the Security Dilemma в 1950 г. Впоследствии он развил данное понятие в книге 1951 г. Political Realism and Political Idealism. Дж. Херц утверждал, что группы или индивиды, находясь в условиях политической анархии, испытывают потребность в безопасности. Исходя из непредсказуемости поведения игроков на международной арене, они стремятся наращивать свою мощь, чтобы обезопасить себя от возможного нападения со стороны других акторов. Такие действия порождают недоверие остальных участников международных отношений и заставляют их готовиться к худшему. В результате конкуренция между акторами возрастает, и образуется порочный круг безопасности и накопления силы.
Подобную ситуацию анализировал британский историк Г. Баттерфилд в книге 1951 г. History and Human Relations. Он использовал термин «сложное положение и непреодолимая дилемма» для описания трагедии, когда стороны не стремятся нанести вред друг другу, но из-за неопределенности и страха перед агрессивными намерениями другого вступают в военные действия. В отличие от Дж. Херца Г. Баттерфилд изучал страх не как следствие анархичности международных отношений, а как одну из сильнейших эмоций человека, которому по своей природе свойственно чувствовать себя в опасности.

## Оборонительный реализм vs наступательный реализм
По мере развития структурного реализма (неореализма) внутри течения начали вестись серьёзные споры между сторонниками оборонительного и наступательного реализма, в частности, о возможности или невозможности преодолеть дилемму безопасности.
Представители оборонительного реализма (К. Уолтц, С. Уолт, Р. Джервис) исходят из того, что государства в международных отношениях руководствуются мотивом выживания, в связи с чем, испытывая страх перед неопределенностью, они наращивают свою мощь. Однако, по их мнению, странам необходимо стремиться к относительному силовому превосходству, а не к абсолютному, для того чтобы избежать ответных действий со стороны других государств и снизить вероятность возникновения конфликта. Таким образом, сторонники оборонительного реализма считают возможным преодоление дилеммы безопасности и развитие долгосрочного сотрудничества между государствами.
Роберт Джервис в статье Cooperation under the Security Dilemma вводит две важные переменные:
1. возможность разделения наступательного и оборонительного вооружения;
2. степень выгоды наступления или обороны[6].

В зависимости от конфигурации этих переменных он анализирует четыре модели, отражающие уровень возникновения дилеммы безопасности между государствами.
Первая модель: разделить наступательные и оборонительные вооружения не представляется возможным; наступление выгоднее обороны. В данном случае вероятность возникновения дилеммы безопасности и конфликта крайне высока, возможностей для сотрудничества практически нет.
Вторая модель: разделить наступательные и оборонительные вооружения не представляется возможным; оборона выгоднее наступления. Уровень дилеммы безопасности относительно высокий, но ниже, чем в первом случае. Сохранить мир представляется возможным.
Третья модель: наступательные и оборонительные вооружения можно разделить; наступление выгоднее обороны. Уровень дилеммы безопасности невысок, но вероятность возникновения агрессии сохраняется.
Четвертая модель: наступательные и оборонительные вооружения можно разделить; оборона выгоднее наступления. Дилемма безопасности практически отсутствует, вероятность возникновения конфликта крайне низкая.
Таким образом, Р. Джервис приходит к выводу, что страны могут предотвратить появление дилеммы безопасности посредством эффективного сигнализирования: государству А, которое не стремится наращивать наступательную мощь, необходимо четко обозначить свои намерения и донести до страны Б информацию о собственных интересах, чтобы избежать формирования неверных представлений.
В свою очередь сторонники наступательного реализма (Дж. Миршаймер, Р. Гилпин, Ф. Закария) отрицают любую возможность долгосрочного сотрудничества между государствами. Они, также как представители оборонительного реализма, утверждают, что в связи с анархичностью международной структуры выживание становится ключевой потребностью и целью любого государства. Однако в отличие от К. Уолтца или Р. Джервиса последователи наступательного реализма считают, что обеспечить безопасность представляется возможным лишь при постоянном увеличении собственного потенциала и мощи. Другими словами, странам необходимо стремиться к абсолютному силовому превосходству и расширяться до тех пор, пока не исчезнет всякая возможность стать жертвой агрессии. Таким образом, возникновение дилеммы безопасности неизбежно, так как государство А не может на сто процентов быть уверено, что намерения Б носят лишь оборонительный характер, поэтому исходит из худшего из возможных вариантов — страна Б нападет.

## Критика
Концепция дилеммы безопасности нередко подвергалась критике со стороны представителей различных течений в международных отношениях.
Последователи либерализма утверждали, что неореалисты уделяют недостаточное внимание изучению экономической взаимозависимости между странами, которая в значительной степени снижает остроту дилеммы безопасности. Они отмечали, что при анализе дилеммы безопасности практически полностью игнорируются вопросы, связанные с принадлежностью стран к общим международным институтам, которая в свою очередь способствует снижению неопределенности. Сторонники конструктивистского подхода исходили из того, что концепция дилеммы безопасности в ограниченной степени учитывает субъективное восприятие государствами изменений мощи других стран.

## Последствия: влияние на общество
Возникновение дилеммы безопасности по большей части оказывает негативное воздействие на общество, а иногда даже может привести к разрушительным последствиям.
Например, в начале XX в. государства испытывали чувство незащищенности, в связи с чем наращивали свою военную мощь. Кроме того, они не были уверены в намерениях других и готовились к нападению. В результате совокупность данных факторов привела к тому, что государства были вынуждены вступить в войну, которая вылилась в Первую мировую, хотя изначально они к этому не стремились.
Ещё один яркий пример дилеммы безопасности — состояние после Второй мировой войны. Так, холодная война характеризовалась необузданной гонкой вооружений (в том числе ядерных вооружений) между двумя сверхдержавами, а также формированием вокруг них военно-политических блоков: Североатлантического альянса вокруг США и Организации Варшавского договора вокруг СССР. При этом обе сверхдержавы утверждали, что увеличивают свой военный потенциал, для того чтобы защититься от действий «противника», а создание военно-политических блоков носит сугубо оборонительный характер: цель НАТО — противодействовать «советской угрозе», а цель ОВД — противостоять силам, враждебным социализму.
После окончания холодной войны дилемма безопасности сохраняется в отношениях между Россией и НАТО, а также Россией и США, что усиливает неопределенность как в двусторонних отношениях, так и в международных отношениях. В Стратегии национальной безопасности Российской Федерации от 2015 г. отмечается, что размещение систем Противоракетной обороны США в Европе, АТР и на Ближнем Востоке значительно снижает возможности поддержания глобальной и региональной стабильности, а «наращивание силового потенциала Организации Североатлантического договора (НАТО) …, дальнейшее расширение альянса, приближение его военной инфраструктуры к российским границам» создают угрозу национальной безопасности России. В свою очередь в Стратегии национальной безопасности США от 2017 г. делается упор на то, что Россия размещает наступательные вооружения у своих западных границ и развивает современные виды вооружений, способные угрожать американской критической инфраструктуре.
Кроме того, в последнее время особую актуальность приобретает противостояние между государствами в киберпространстве. В связи с этим можно говорить о таком явлении как дилемма кибербезопасности (англ. Cybersecurity Dilemma). Суть его состоит в том, что государство А стремится проникнуть в компьютерные сети страны Б не потому, что пытается ей навредить, а потому что не доверяет ей. Однако кибератаки государства А вызывают контрмеры со стороны Б и ещё больше снижают уровень доверия между сторонами.